# Robert Ley
Robert Ley, född 15 februari 1890 i Niederbreidenbach, död 25 oktober 1945 i Nürnberg, var en tysk  nazistisk politiker och Obergruppenführer i Sturmabteilung (SA). Han var chef för Deutsche Arbeitsfront (DAF) från 1933 till 1945. Från 1930 var han ledamot av tyska riksdagen.
Efter andra världskriget ställdes Ley inför rätta inför den internationella militärtribunalen i Nürnberg. Han begick självmord innan rättegången inleddes.

## Biografi
Adolf Hitler utnämndes till Tysklands rikskansler den 30 januari 1933. I maj samma år avskaffade han de tyska fackföreningarna och gav Ley i uppdrag att bygga upp Deutsche Arbeitsfront (DAF), den tyska arbetsfronten, som skulle ersätta fackföreningsrörelsen. I DAF ingick ett antal organisationer som Kraft durch Freude (”Kraft genom glädje”), som bland annat var arbetarnas fritidsorganisation, och Schönheit der Arbeit, (arbetsmiljöorganisation). DAF exploaterade slavarbetskraft från ockuperade länder under andra världskriget.
Ley skilde sig 1938 från sin första hustru och gifte om sig med Inge Spilcker. Hon drabbades av en svår postpartumdepression och begick självmord i slutet av december 1942.
År 1941 publicerade Ley stridsskriften Internationaler Völkerbrei oder Vereinigte National-Staaten Europas?.
Efter kriget åtalades Ley inför den internationella militärtribunalen i Nürnberg. Anklagelseakten offentliggjordes den 14 oktober 1945. Ley begick självmord kort därefter; han ströp sig med en handduk fäst vid ett avloppsrör i sin cell. I ett avskedsbrev förklarade Ley att han inte stod ut med tanken på att ställas inför rätta som en brottsling. Han ifrågasatte tribunalens legitimitet och undrade enligt vilket lands lagar han skulle dömas.

## Bilder

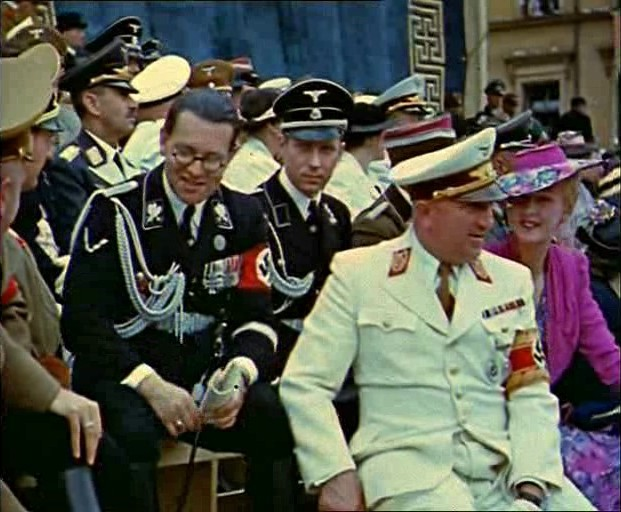
Robert Ley (i vit uniform) med hustrun Inge i München i juli 1939. På fotografiet syns även Philipp Bouhler och Karl Michel von Tüßling.
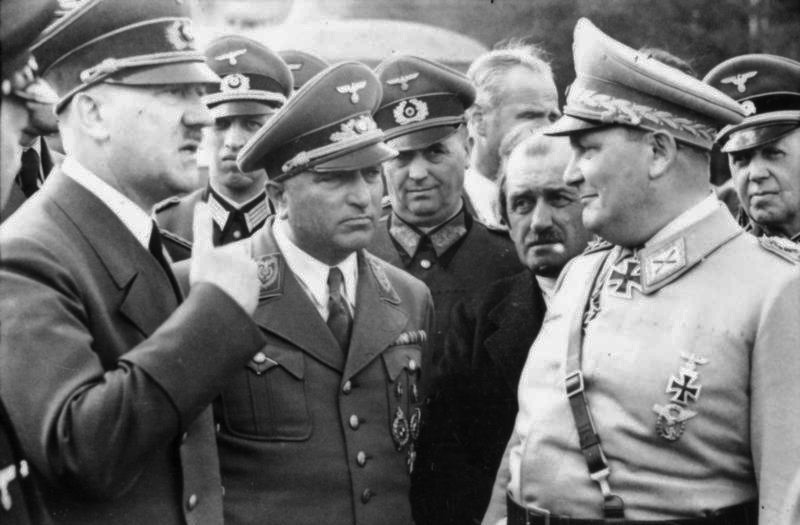
Adolf Hitler, Robert Ley och Hermann Göring i Wolfsschanze år 1942.